# Elezioni generali ad Haiti del 2006
Le elezioni generali ad Haiti del 2006 si tennero il 7 febbraio per l'elezione del Presidente e il rinnovo dell'Assemblea nazionale (Camera dei deputati e Senato).

## Contesto

### Quadro politico
Il presidente uscente era Gerard Latortue, in carica dal 2004, quando il paese veniva occupato da bande armate di oppositori al presidente eletto, Jean-Bertrand Aristide, che su pressioni internazionali abbandonava il paese. Successivamente giungeva un contingente ONU per disarmare le bande (sia degli oppositori che pro-Aristide) e veniva formato il governo di transizione. Le elezioni sono state rinviate quattro volte dall'ottobre del 2005, per problemi logistici e soprattutto per l'insicurezza diffusa, visto che il contingente delle Nazioni Unite riusciva solo in minima parte nel suo intento di disarmare le bande armate.
Secondo le prime statistiche ufficiali, René Préval della coalizione Lespwa era in netto vantaggio nelle elezioni presidenziali, con il 48,8% dei voti, meno però del 50% necessario per essere eletti al primo turno. Ma il 16 febbraio, dopo giorni di proteste dei sostenitori di Preval e incontri tra il consiglio elettorale ed il governo ad interim, si è trovato un accordo sul fatto che Preval fosse il vincitore delle elezioni, con una percentuale dichiarata del 51,1% dei voti, evitando un secondo turno ed il permanere della situazione di disordini diffusi causati dalle bande armate nel paese . Peraltro, molti di questi gruppi armati si sono dichiarati disposti a deporre le armi se Preval fosse stato dichiarato vincitore delle elezioni.

### Procedimento elettorale
Il processo elettorale ha avuto molte controversie, compreso il tentativo di boicottaggio da parte di uno dei maggiori partiti politici, che hanno portato ad un incremento delle violenze; inoltre un candidato è stato dichiarato in eleggibile, nonostante una decisione della Corte Suprema.
Le elezioni hanno avuto luogo grazie anche all'appoggio della MINUSTAH, una forza multinazionale dell'ONU che ha occupato il paese dalla fuga all'estero del presidente Jean-Bertrand Aristide.
Il giorno delle elezioni, a causa di problemi di organizzazione, una scarsità di personale addetto alle elezioni, scomparsa di schede e lunghe code ai seggi, l'orario di chiusura del voto è stato prorogato di almeno due ore.
Ci sono state molte ragioni per le quali le elezioni haitiane sono state più volte rinviate. A causa di scarsità di fondi, gli ufficiali elettorali non sono riusciti a registrare i votanti entro il termine di agosto 2005. Inoltre ci sono stati ripetuti disordini in molte località di Haiti, particolarmente nelle bidonville di Port-au-Prince dove ci sono state numerose rivolte contro il governo ad interim e dove le forze ONU e soprattutto la polizia nazionale haitiana sono state a loro volta accusate di brutalità e omicidi. Si è anche discusso sul numero dei seggi, circa 800-900, basso se confrontato con le diverse migliaia collocate per le precedenti elezioni.
Il 25 gennaio 2006, le autorità che sovrintendevano alle elezioni hanno annunciato che non ci sarebbero stati seggi a Cité Soleil, un quartiere ghetto con una popolazione stimata fra le tre e le seimila persone, la maggior parte dei quali sostenitori di Aristide e del suo partito, il Fanmi Lavalas; gli elettori registrati a Cité Soleil dovevano lasciare il loro quartiere per votare.

## Risultati

### Elezioni presidenziali
| Candidati            | Partiti | Voti      | %     |
| -------------------- | --- | --------- | ----- |
| René Préval          | Fronte della Speranza (Fwon Lespwa/Front de l'Espoir)                                                                | 992 766   | 51,21 |
| Leslie Manigat       | Raggruppamento dei Democratici Nazionali Progressisti (Rassemblement des Démocrats Nationaux Progressistes)          | 240 306   | 12,40 |
| Charles Henry Baker  | Rispetto (Respè) | 159 683   | 8,24  |
| Jean Chavannes Jeune | Unione Nazionale Cristiana per la Ricostruzione di Haiti (Union Nationale Chrétienne pour la Reconstruction d'Haïti) | 108 283   | 5,59  |
| Luc Mesadieu         | Movimento Cristiano per Edificare una Nuova Haiti (Mouvement Chrétien pour Batir une Nouvelle Haïti)                 | 64 850    | 3,35  |
| Serge Gilles         | Fusione dei Social-Democratici Haitiani (Fusion des Sociaux-Démocrates Haïtienne)                                    | 50 796    | 2,62  |
| Paul Denis           | Organizzazione del Popolo in Lotta (Organizasyon Pèp Kap Lité, Organisation de Peuple en Lutte)                      | 50 751    | 2,62  |
| Evans Paul           | Alleanza Democratica (Alyans/Alliance Démocratique)                                                                  | 48 232    | 2,49  |
| Guy Philippe         | Fronte per la Ricostruzione Nazionale (Front pour la Reconstruction Nationale)                                       | 37 303    | 1,92  |
| Luc Fleurinord       | Movimento Indipendente per la Riconciliazione Nazionale (Mouvement Indépendant pour la Réconcilation Nationale)      | 36 912    | 1,90  |
| Altri <1,00%         | - | 148 759   | 7,67  |
| Totale               | Totale | 1 938 641 | 100   |

- Risultato parziale sul 95.78% dei voti scrutinati.
- Fonti: Conseil Électoral Provisoire Archiviato il 14 febbraio 2006 in Internet Archive. (Consiglio Elettorale Provvisorio, CEP), dati aggiornati alle 7,43 del 20 febbraio 2006.  Archiviato il 17 giugno 2006 in Internet Archive..
- La decisione del CEP risente dell'accordo[collegamento interrotto] con il governo ad interim di non tener conto delle schede bianche nella percentuale dei candidati per permettere a René Préval di superare la soglia del 50% dei voti al primo turno.

### Camera
| Liste | Voti | % | Seggi |
| --- | ---- | - | ----- |
| Fronte per la Speranza (Fwon Lespwa/Front de l'Espoir)                                                               |      |   | 23    |
| Fusione dei Social-Democratici Haitiani (Fusion des Sociaux-Démocrates Haïtienne)                                    |      |   | 17    |
| Unione Nazionale Cristiana per la Ricostruzione di Haiti (Union Nationale Chrétienne pour la Reconstruction d'Haiti) |      |   | 12    |
| Organizzazione del Popolo in Lotta (Organizasyon Pèp Kap Lité, Organisation de Peuple en Lutte)                      |      |   | 10    |
| Alleanza Democratica (Alyans/Alliance Démocratique)                                                                  |      |   | 10    |
| L'Artibonite in Azione (Latibonit an Aksyon / L'Artibonite en Action)                                                |      |   | 5     |
| Mobilizzazione per il Progresso Haitiano (Mobilisation pour le Progrès Haïtien)                                      |      |   | 3     |
| Movimento Cristiano per una Nuova Haiti (Mouvement Chrétien pour une Nouvelle Haïti)                                 |      |   | 3     |
| Raggruppamento dei Democratici Nazionali Progressisti (Rassemblement des Démocrats Nationaux Progressistes)          |      |   | 1     |
| Famiglia Cascata, (Fanmi Lavalas)                                                                                    |      |   | 1     |
| Fronte per la Ricostruzione Nazionale (Front pour la Reconstruction Nationale)                                       |      |   | 1     |
| MRN |      |   | 1     |
| Movimento Indipendente per la Riconciliazione Nazionale (Mouvement Indépendant pour la Réconcilation Nationale)      |      |   | 1     |
| KONBA |      |   | 1     |
| Giustizia per la Pace e lo Sviluppo (Justice pour la Paix et le Développement)                                       |      |   | -     |
| Tutti Assieme (Tèt Ansanm )                                                                                          |      |   | -     |
| Grande Fronte di Centro Destra (Grand Front Centre Droit)                                                            |      |   | -     |
| Ponte (Pont) |      |   | -     |
| altri partiti |      |   | -     |
| Totale |      |   | 99    |

### Senato
| Liste | Voti    | %      | Seggi |
| --- | ------- | ------ | ----- |
| Fronte per la Speranza (Fwon Lespwa/Front de l'Espoir)                                                               | 768.487 | 18,95  | 13    |
| Raggruppamento dei Democratici Nazionali Progressisti (Rassemblement des Démocrats Nationaux Progressistes)          | 433.438 | 10,69  | 1     |
| Fusione dei Social-Democratici Haitiani (Fusion des Sociaux-Démocrates Haïtienne)                                    | 400.852 | 9,89   | 4     |
| Famiglia Cascata, (Fanmi Lavalas)                                                                                    | 330.413 | 8,15   | 2     |
| Organizzazione del Popolo in Lotta (Organizasyon Pèp Kap Lité, Organisation de Peuple en Lutte)                      | 243.047 | 5,99   | 3     |
| Unione Nazionale Cristiana per la Ricostruzione di Haiti (Union Nationale Chrétienne pour la Reconstruction d'Haiti) | 174.757 | 4,31   | 2     |
| L'Artibonite in Azione (Latibonit an Aksyon / L'Artibonite en Action)                                                | 110.775 | 2,73   | 2     |
| Alleanza Democratica (Alyans/Alliance Démocratique)                                                                  | 247.361 | 6,10   | 1     |
| Movimento Cristiano per Edificare una Nuova Haiti (Mouvement Chrétien pour Batir une Nouvelle Haïti)                 | 199.711 | 4,93   | 0     |
| Mobilizzazione per il Progresso Haitiano (Mobilisation pour le Progrès Haïtien)                                      | 149.282 | 3,68   | 0     |
| Giustizia per la Pace e lo Sviluppo (Justice pour la Paix et le Développement)                                       | 134.437 | 3,32   | 0     |
| Tutti Assieme (Tèt Ansanm )                                                                                          | 97.050  | 2,39   | 0     |
| Fronte per la Ricostruzione Nazionale (Front pour la Reconstruction Nationale)                                       | 94.600  | 2,33   | 0     |
| Grande Fronte di Centro Destra (Grand Front Centre Droit)                                                            | 84.327  | 2,08   | 0     |
| Movimento Indipendente per la Riconciliazione Nazionale (Mouvement Indépendant pour la Réconcilation Nationale)      | 74.895  | 1,85   | 1     |
| Ponte (Pont) | 45.407  | 1,12   | 1     |
| altri partiti | 465.493 | 11,48  | 0     |
| Totale |         | 100.00 | 30    |
| Fonte: Conseil Électoral Provisoire,                                                                                 |         |        |       |